# Сельское поселение Стрелковское
Сельское поселение Стрелковское — упразднённое муниципальное образование, существовавшее в составе Подольского муниципального района Московской области России. Административным центром поселения являлся посёлок Быково. В состав поселения входили 25 населённых пунктов.

## Географические данные
Общая площадь: 5818 га.
Муниципальное образование располагалось в северо-западной части Подольского района и граничило:
- на юге — с сельским поселением Лаговское,
- на западе — с городским округом Подольск,
- на севере — с Ленинским районом,
- на востоке — с городским округом Домодедово.

По территории поселения проходила автомобильная дорога М-2 Крым.

## Население
| 2006 | 2007  | 2008  | 2009  | 2010  | 2011  | 2012  | 2013  | 2014  | 2015  |
| ---- | ----- | ----- | ----- | ----- | ----- | ----- | ----- | ----- | ----- |
| 5540 | ↘5521 | ↗5545 | ↗5618 | ↗7614 | ↗7830 | →7830 | ↗7938 | ↗8059 | ↗8178 |

## Состав сельского поселения
| №  | Населённый пункт     | Тип населённого пункта          | Население |
| -- | -------------------- | ------------------------------- | --------- |
| 1  | Агафоново            | деревня                         | ↗20       |
| 2  | Александровка        | посёлок                         | ↗1218     |
| 3  | Боборыкино           | деревня                         | ↗31       |
| 4  | Большое Брянцево     | деревня                         | ↗27       |
| 5  | Борисовка            | деревня                         | ↗27       |
| 6  | Быковка              | деревня                         | ↗80       |
| 7  | Быково               | посёлок, административный центр | ↘1567     |
| 8  | Бяконтово            | деревня                         | ↘18       |
| 9  | Ворыпаево            | деревня                         | ↗64       |
| 10 | Жданово              | деревня                         | ↗59       |
| 11 | Ивлево               | деревня                         | ↗130      |
| 12 | Макарово             | деревня                         | ↗108      |
| 13 | Малое Брянцево       | деревня                         | ↗146      |
| 14 | Ордынцы              | деревня                         | ↗20       |
| 15 | Плещеево             | деревня                         | ↗59       |
| 16 | Покров               | село                            | ↗245      |
| 17 | Потапово             | деревня                         | ↗143      |
| 18 | Сельхозтехника       | посёлок                         | ↗435      |
| 19 | Спирово              | деревня                         | ↗52       |
| 20 | Стрелково            | деревня                         | ↗156      |
| 21 | Стрелковской фабрики | посёлок                         | ↘69       |
| 22 | Услонь               | деревня                         | →14       |
| 23 | Федюково             | деревня                         | ↗3117     |
| 24 | Холопово             | деревня                         | ↗7        |
| 25 | Яковлево             | деревня                         | ↗134      |

## Местное самоуправление
- Глава сельского поселения — Виктор Иванович Галич, тел. 8 (4967) 67-65-60[15]
  - 1-й заместитель главы — Василий Павлович Кириллов, тел. 8 (495) 67-68-00[15]
  - Заместитель Главы — Сергей Валерьевич Любимов, тел. 8 (4967) 67-69-42[15]

Адрес администрации: 142143, Московская область, Подольский район, п. Быково, ул. Центральная, д. 5. Email: strelkovo@podolsk.ru

## Быт. Обустройство. Экономика
Для культурного досуга в посёлке Быково и деревне Федюково имеются Дома культуры. Для любителей здорового образа жизни в посёлке Быково возводится спорткомплекс и стадион, а в посёлке Александровка построена волейбольная площадка. Для людей верующих в деревне Федюково освящён храм в честь святого апостола Андрея Первозванного, а в деревне Спирово на месте разрушенной часовни воздвигнут крест, который освятил настоятель Федюковского храма отец Никита. Чтят в поселении и погибших в годы Великой Отечественной войны, так, в деревнях Плещеево и Яковлево установлены памятники односельчанам, не вернувшимся с фронтов войны, а в деревне Потапово в 2010 году установили обелиск.
С 2009 года сельские поселения Подольского района начали работу в качестве отдельных муниципальных образований, в связи с чем администрация Стрелковского поселения и местный Совет депутатов приняли решение о самостоятельном формировании и исполнении бюджета. Для рассмотрения и разрешения прочих вопросов было подписано соглашение с Подольским муниципальным районом о взаимодействии и передаче отдельных полномочий.
На территории поселения наиболее успешно действуют такие предприятия, как: ООО «Компания СПВ Фарм», ООО «Торговая компания 103», ООО «Экотехсоюз». Среди 11-ти муниципальных образований Подольского района лишь четыре являются финансово самодостаточными, в их числе и Стрелковское поселение. В 2009 году на одного жителя поселения было вложено средств в размере 63 800 рублей (что является третьим показателем в районе среди поселений).
В 2009 году отметила 115-летия Быковская средней школы, в стенах которого создано патриотическое объединение «Витязь». Пятеро ребят из «Витязя». стали стипендиатами главы Подольского района. Двое «витязей» — Ольга Усманова и Иван Андриянов — удостоены именной стипендии губернатора Московской области Бориса Всеволодовича Громова. За год то этого образцовый детский вокальный коллектив «Славяночка» стал лауреатом 1-й степени на международном фестивале «Веснушка-2008», лауреатом 1-й и 2-й степеней на международном фестивале детского и юношеского творчества «Планета детства» в Болгарии. Солистки этого коллектива Александра Карасева и Екатерина Глушко являются стипендиатами главы Подольского района.
До 2012 года предусмотрена полная телефонизация села Покров, деревни Ивлево и посёлок Стрелковской фабрики. Уже во всех населенных пунктах установлены таксофоны. Осуществляется газификация полностью всех деревень.
1 июня 2015 года поселение было упразднено вместе с Подольским муниципальным районом и его территория была передана в состав городского округа Подольск.

## Из истории поселения
Ранее на территории поселения так же находилось сегодня уже не существующее село Васильевское, которым в разные времена владели представители ряда аристократических русских фамилий таких как: Морозовы, Грушецкие, Бутурлины, Голицыны, Шафировы, Куракины, Урусовы, Мусины-Пушкины, Новицкие, Сарбековы.
В писцовых книгах 1627—1628 годов записано, что «пустошь Васильевская на реке Лопенке, у реки Пахры», находилась в московском уезде Чермневом стане во владении Фомы Афанасьевича Бутурлина, после которого земли Васильевского перешли к князю Андрею Васильевичу Голицыну. В 1629 князь Голицын продал пустошь боярину Василию Петровичу Морозову, который в этой округе уже владел вотчинами. Боярин Морозов поставил на приобретенной земле двор для деловых людей, после чего пустошь превратилась в сельцо.
В переписных книгах 1646 года записано:
Вотчина Новодевичья монастыря старицы боярыни Федосьи Васильевны Морозовой сельцо Васильевское, Загорье тож, на реке Пахре, а в нем двор вотчиницы, живет в нем приказщик, да деловые люди; деревни Быково, Бяконтово и Борисовская на реке Пахре, в них 17 дворов крестьянских с 38 человеками.
Имеется отметка в оброчной окладной книге Патриаршего казённого приказа за 7157 (1649): «апреля в 29 день, по челобитной и по помете дьяка Ивана Кокошилова, на той церковной земле поставлена церковь и обложена данью». В начале XVII века Васильевское теряет статус села, так как ветхая деревянная Никольская церковь была упразднена, а земля, принадлежавшая ей отдавалась в оброк.
По духовному завещанию боярина Ивана Васильевича Морозова в 1666 году Васильевское и Никольское, с деревнями перешло к его сыну стольнику Михаилу Морозову. За 12 лет его владения село почти не изменилось: остались боярский двор и 11 дворов дворовых людей. Селу принадлежали деревни Бяконтово и Быковка, в которых числилось 16 крестьянских дворов и 2 бобыльских, всего 71 человек. Так же к селу относились Ордынцы и Борисовка, в которых селились деловые люди, плотники и рыбаки. От боярина Михаила Морозова его вотчины были отписаны великому государю и причислены к дворцовым волостям.
18 октября 1680 года село Васильевское с Ордынцами, Борисовской, Быковкой и Бяконтовым было пожаловано царём Федором Алексеевичем боярыне вдове Марии Ивановне Грушецкой (в девичестве — Заборовская), которая была матерью жены царя Федора Романова — царицы Агафьи. Родственники Грушецкой владели в то же время селом, располагавшимся в том же районе Александрово. Марии Грушецкой достались и «мельница о двух снастях, пруд в длину 100 саженей, поперек 20 саженей, а в нём рыба — щуки, окуни, подлещики, плотицы и язи».
В 1688 году Мария Ивановна Грушецкая отдала своё имение, в качестве приданого, двум своим зятьям: царевичу Сибирскому Василию Алексеевичу (женившемся на её дочери Анне) и князю Фёдору Семёновичу Урусову (женившемся на её дочери Фёкле). Мария Ивановна пожертвовала церкви Николая Чудотворца 10 четвертей земли и 10 копен сена. После смерти Урусова половина Васильевского перешла к его вдове княгине Фёкле Семёновне Грушецкой, сестре Агафьи, а в 1720 году к их дочери княгине Марии Фёдоровне, женатой на князе Борисе Ивановиче Куракине, большом государственным деятелем, сподвижником Петра I.
В 1730 году часть села перешла к Екатерине Борисовне Бутурлиной жене Александра Борисовича, урождённой Куракиной, которая владела им в течение 25 лет.
Другую половину Васильевского, сибирский царевич в 1723 году продал Михаилу Шафирову, брату президента коммерц-коллегии, вице канцлера, барона Петра Павловича Шафирова.
Постепенно церковный приход отошёл в соседнее Стрелково, а с ним распалось и само село Васильевское.

## Достопримечательности
Памятники архитектуры и садово-паркового искусства сельского поселения:
- Церковь Покрова Богородицы (1734)
- Церковь Николая Чудотворца (1702—1705)
- Усадьба «Владимирово» (Прянишниковых)
- Усадьба «Владимирово» (Бухвостовых)
- Парк усадьбы «Сынково» (Трубецких)
- Парк усадьбы «Сынково» (Ростовцевых)
- Церковь Иоанна Богослова (1899)
- Парк усадьбы «Юшино»